# Ctenus parvoculatus
Ctenus parvoculatus là một loài nhện trong họ Ctenidae.
Loài này thuộc chi Ctenus. Ctenus parvoculatus được Pierre L. G. Benoit miêu tả năm 1979.